# Peder Olsen Kautokeino
Peder Olsen Kautokeino (født 1817, død 23. maj 1859) deltog i «Kautokeinooprøret» i november 1852. Han blev 14. februar 1854 dømt af Højesteret til 12 års strafarbejde. Han døde i fængslet.